# Rusia en los Juegos Paralímpicos de Atenas 2004
Rusia estuvo representada en los Juegos Paralímpicos de Atenas 2004 por un total de 84 deportistas, 49 hombres y 35 mujeres.

## Medallistas
El equipo paralímpico ruso obtuvo las siguientes medallas:
| Nombre | Deporte                   | Evento                          |
| --- | ------------------------- | ------------------------------- |
| Oro |                           |                                 |
| Olga Semenova | Atletismo                 | 100 m T13 femenino              |
| Olga Semenova | Atletismo                 | 400 m T13 femenino              |
| Yevguenia Trushnikova | Atletismo                 | 200 m T37 femenino              |
| Yelena Pautova | Atletismo                 | 1500 m T12 femenino             |
| Artem Arefyev | Atletismo                 | 400 m T36 masculino             |
| Artem Arefyev | Atletismo                 | 1500 m T36 masculino            |
| Ildar Pomykalov | Atletismo                 | Maratón T13 masculino           |
| Tamara Podpalnaya | Levantamiento de potencia | –52 kg femenino                 |
| Olga Sokolova | Natación                  | 200 m estilos SM11 femenino     |
| Andréi Strokin | Natación                  | 50 m libre S13 masculino        |
| Andréi Strokin | Natación                  | 100 m libre S13 masculino       |
| Andréi Strokin | Natación                  | 100 m braza SB13 masculino      |
| Dmitri Poline | Natación                  | 100 m braza SB9 masculino       |
| Igor Plotnikov | Natación                  | 100 m espalda S6 masculino      |
| Andréi Lebedinski | Tiro                      | Pistola de aire SH1 mixto       |
| Madina Kazakova | Yudo                      | –63 kg femenino                 |
| Plata |                           |                                 |
| Rima Batalova | Atletismo                 | 800 m T12 femenino              |
| Natalia Gudkova | Atletismo                 | Jabalina F42-46 femenino        |
| Vladímir Andryushchenko | Atletismo                 | Disco F12 masculino             |
| Irina Grazhdanova | Natación                  | 50 m libre S9 femenino          |
| Oxana Guseva | Natación                  | 400 m libre S7 femenino         |
| Albert Bakáyev | Natación                  | 50 m espalda S3 masculino       |
| Igor Plotnikov | Natación                  | 50 m mariposa S6 masculino      |
| Oleg Crețul | Yudo                      | –90 kg masculino                |
| Bronce |                           |                                 |
| Yelena Chistilina | Atletismo                 | 100 m T46 femenino              |
| Yelena Chistilina | Atletismo                 | 200 m T46 femenino              |
| Yelena Pautova | Atletismo                 | 800 m T12 femenino              |
| Rima Batalova | Atletismo                 | 1500 m T12 femenino             |
| Serguéi Sevostianov | Atletismo                 | Salto de longitud F11 masculino |
| Serguéi Sevostianov | Atletismo                 | Triple salto F11 masculino      |
| Olga Sokolova | Natación                  | 100 m braza SB11 femenino       |
| Olga Sokolova | Natación                  | 100 m espalda S11 femenino      |
| Denis Dorogaev | Natación                  | 100 m braza SB9 masculino       |
| Andréi Strokin | Natación                  | 100 m mariposa S13 masculino    |
| Pavel Borisov Yevgueni Chubko Marat Fatiajdinov Aleksander Frolov Aleksandr Glushonok Anton Kalachev Andréi Kuvaev Andréi Lozhechnikov Lasha Murvanidze Ivan Potejin Oleg Smirnov Andréi Tchesmine | Fútbol 7                  | Torneo masculino                |
| Yulia Ovsjannikova | Tenis de mesa             | Individual 6-8 femenino         |
| Andréi Lebedinski | Tiro                      | Pistola deportiva SH1 mixto     |
| Viktoria Potapova | Yudo                      | –48 kg femenino                 |
| Aleksandra Vlasova | Yudo                      | –52 kg femenino                 |
| Yekaterina Buzmakova | Yudo                      | –57 kg femenino                 |
| Tatiana Savostyanova | Yudo                      | –70 kg femenino                 |